# Valac
Valak este un demon descris în grimoirele gotice Cheile lui Solomon (uneori sub numele de Ualac sau Valak), Pseudomonarchia Daemonum lui Johann Weyer (sub numele de Volac), Liber Officium Spirituum (sub numele de Coolor sau Doolas) ca un băiat cu aripi angelice călărind un dragon cu două capete, asociat cu puterea găsirii comorilor.
Valak apare in filmul The Nun si în cele două filme The Conjuring și The Conjuring 2.